# Las Navas
Las Navas est une localité de la province de Samar du Nord, aux Philippines. En 2015, elle compte 37 947 habitants.